# Augusto Riboty
«Аугусто Ріботі» (італ. Augusto Riboty) — ескадрений міноносець (спочатку класифікувався як розвідник-скаут) типу «Карло Мірабелло» ВМС Італії.

## Історія створення
«Аугусто Ріботі» був закладений 27 лютого 1915 року  на верфі фірми «Ansaldo» в Генуї. Спущений на воду 24 вересня 1916 року, вступив у стрій 5 травня 1917 року.
Свою назву отримав на честь Аугусто Ріботі, італійського політика та адмірала, учасника Кримської та Австро-італійської воєн.

## Історія служби

### Перша світова війна
Після вступу у стрій «Аугусто Ріботі» базувався в Бріндізі. Він брав участь у бойових діях під час Першої світової війни в Адріатиці: супроводжував конвої, патрулював в протоці Отранто, здійснював постановки мін та надавав підтримку повітряним атакам.
16 липня «Аугусто Ріботі» разом з «Карло Альберто Раккія» брали участь у підтримці бомбардування Дураццо 18-ма літаками. 
10 березня 1918 року «Аугусто Ріботі», як флагманський корабель адмірала Біскаретті, разом з італійськими есмінцями «Карло Мірабелло», «Алессандро Поеріо», «Чезаре Россарол», «Джачінто Каріні», «Піладе Брондзетті»,  «Антоніо Мосто», «Іпполіто Ньєво» та французьким есмінцем «Каск» мав прикривати атаку торпедних човнів на австро-угорський порт Порторозе. Операція була скасована через погану погоду. Наступна операція 16 березня також була скасована через негоду. Напад 18 березня був скасований, оскільки розвідка доповіла, що австрійський флот залишив порт.
Увечері 12 травня «Аугусто Ріботі» разом з «Карло Мірабелло», «Іпполіто Ньєво» та «Піладе Брондзетті» прикривали атаку торпедних човнів на Дураццо. Внаслідок атаки був потоплений транспорт «Брегенц».
4 листопада вирушив з Бріндізі для захоплення острова Лагоста.
Загалом за час Першої світової війни «Аугусто Ріботі» здійснив 52 військові місії.

### Міжвоєнний період
З 27 грудня 1918 року по 12 січня 1919 року «Аугусто Ріботі» перебував в окупованому італійцями Спліті, де надавав підтримку італійським громадянам під час суттичок з хорватами (Інцидент у Спліті).
У 1920 році на «Аугусто Ріботі» 102-мм гармати замінили на нові, такого самого калібру, але з довжиною ствола у 45 калібрів. Тоді ж встановили по дві 76-мм гармати «76/40», які, у свою чергу, згодом замінили на 40-мм гармати «пом-пом». Також були встановлені нові гідрофони та дві установки для скидання глибинних бомб.
У 1938 році був перекласифікований на ескадрений міноносець. Розглядалось питання про утилізацію корабля, але у зв'язку з початком Другої світової війни він залишився у строю .

### Друга світова війна
На початку Другої світової війни «Аугусто Ріботі» базувався в Бріндізі разом з однотипним «Карло Мірабелло». В основному діяв в середній Адріатиці, супроводжуючи конвої в Албанію та Грецію, потім діяв у Туніській протоці.
27 вересня 1940 року зіткнення в Бріндізі з міноносцем «Ніколо Дзено».
5 жовтня супроводжував з Дурреса пароплави «Олімпія» та «Карнія». Наступного дня конвой був атакований британським підводним човном «Тритон», внаслідок чсого був пошкоджений пароплав «Олімпія».
31 жовтня «Аугусто Ріботі» у складі спеціальної ескадри (італ. «Forze Speciali») брав участь у прикритті атаки на Корфу. 18 грудня разом з крейсерами «Раймондо Монтекукколі», «Еудженіо ді Савойя» та есмінцями «Ніколозо да Рекко», «Емануеле Пессаньо» і «Антоніо Пігафетта» брав участь в обстрілі грецьких позицій біля Корфу.
1 березня 1941 року знову здійснив обстріли ворожих позицій у Греції.
Надалі продовжував супровід конвоїв в Адріатиці.
У 1942 році есмінець пройшов ремонт та модернізацію. З корабля були демонтовані дві 102-мм та 40-мм гармата. У 1943 році кількість 102-мм гармат була зменшена до чотирьох, три 40-мм гармати були замінені на 6 20-мм гармати. Також було встановлені бомбомети для скидання глибинних бомб.
5 лютого 1943 року «Аугусто Ріботі» супроводжував пароплав «Утілітас» під час переходу з Таранто в Палермо. Конвой був атакований британським підводним човном «Турбулент». Пароплав «Утілітас» був торпедований та затонув.
15 лютого «Аугусто Ріботі» разом з декількома міноносцями вирушив з Палермо, супроводжуючи конвой з трьох пароплавів у Бізерту. Але через 8 годин через поломку силової установки есмінець змушений був залишити конвой і вирушити до Трапані. Конвой благополучно дістався до африканського узбережжя.
3 квітня під час супроводу танкера «Реджина» есмінець був атакований двома торпедами з підводного човна. Йому вдалось уникнути влучання, але танкер був пошкоджений.
12 вересня 1943 року, після капітуляції Італії, «Аугусто Ріботі» разом з декількома підводними човнами вирушив на Мальту. Пізніше він був відправлений в зону Суецького каналу, де здійснював супровід транспортів союзників. 
Загалом за час Другої світової війни «Аугусто Ріботі» здійснив 365 походів, пройшовши 70 350 миль, будучи найактивнішим італійським есмінцем за час війни. Він був нагороджений бронзовою медаллю «За військову доблесть».

### Післявоєнна доля
Відповідно до умов Паризького мирного договору з Італією 1947 року есмінець «Аугусто Ріботі» мав бути переданий ВМФ СРСР як репарації. Але через старість та поганий технічний стан СРСР відмовився від корабля. До 1950 року корабель використовувався як понтон в Таранто. У 1951 році він був зданий на злам.